# So Young
So Young este cel de-al patrulea single al trupei Suede, lansat pe 17 mai 1993, și ultimul single de pe albumul lor de debut, Suede. A atins locul 22 în topul britanic; deși poziția era joasă față de „Animal Nitrate” (locul 7), și chiar și față de „Metal Mickey” (care se clasase pe 17), reprezenta totuși o performanță notabilă.

## Lista melodiilor

### CD
1. „So Young”
2. „Dolly”
3. „High Rising”

### 12"
1. „So Young”
2. „Dolly”
3. „High Rising”

### 7"
1. „So Young”
2. „High Rising”

## Despre videoclip
Videoclipul, regizat de Andy Crabb și David Lewis, are în prim-plan niște copii și niște adolescenți, ce apar în diferite locuri pe parcursul clipului: într-un tren, într-un copac înflorit, în jurul unui foc, pe o câmpie cu niște flori în mână, totul fiind filmat într-o tentă roșiatică ce sugerează culoarea soarelui în asfințit. În contrast cu aceste imagini, sunt arătate cadre alb-negru cu formația într-o cameră; Brett Anderson interpretează cântecul, ceilalți își țin pur și simplu în brațe instrumentele muzicale. Inițial, formația nu ar fi trebuit să apară în videoclip, dar cadrele alb-negru au fost introduse la insistența casei de discuri.

## Poziții în topuri
- 22 (UK Singles Chart)